# Villa Majviken
Villa Majviken är en byggnad på Majnabbeberget i stadsdelen Majornas andra rote i Göteborg, uppförd i mitten av 1800-talet.

## Beskrivning
Byggnaden uppfördes som bostadshus i mitten av 1800-talet och består av en våning, med ett brett mittparti, som omfattar två våningar. Fasaden är klädd med liggande panel och karaktäristiskt är övervåningens rundbågade fönster. På 1700-talet omfattade gården ett stort bostadshus och flera ekonomibyggnader. Rester av den ursprungliga trädgården finns kvar. Enligt kommunens bevarandeplan är Majviken ett värdefullt lokalhistoriskt minnesmärke. Villan används som bostadshus och ägs av Göteborgs kommun via Higab.